# Juraǔski Karahod
Le sacre printanier de Juraǔski Karahod se déroule le 6 mai, le jour de la Saint-Georges, au village de Pahost dans la region de Jitkovitchi en Biélorussie. Le sacre printanier de Juraǔski Karahod est la troisième pratique protégée inscrite pour la Biélorussie, et inscrite en 2019 sur la liste de sauvegarde urgente de l'UNESCO. C'est le deuxième élément inscrit sur la liste de sauvegarde urgente pour ce pays, après le rite des Tsars de Kalyady.

## Description
Le rituel comporte deux phases. La première phase se déroule dans la cour : les animaux sont conduits hors de l’étable pour la première fois après l’hiver, et plusieurs rituels sont accomplis afin de les protéger. La seconde phase est associée à la tradition agricole. La veille de la fête on cuit deux pains: le pain rituel karahod et le pain sacré noir. Le matin, les villageois se rassemblent sur le terrain et font la procession. Au début de la procession marchent les jeunes filles, les hommes les suivent. Les hommes portent l’icône et le pain noir décorés d’une étoile à huit branches et d’un tablier vert attaché à un râteau. Les femmes chantent des chants rituels, les hommes vont au centre du champ, y dansent le karahod et « enterrent » le pain noir, tout en demandant à Dieu une bonne récolte. Ensuite, les villageois partagent le pain rituel et la célébration se poursuit jusqu'à la fin de la journée.